# Hanne Stevens
Hanne Stevens is een Belgisch krachtbalster.

## Levensloop
Stevens is actief bij 't Klaverken Buggenhout. Ze werd driemaal verkozen tot Speelster van het Jaar (2009, 2010 en 2014).